# 西螺廖家祠堂
西螺廖家祠堂，又名繼述堂，位於台灣雲林縣西螺鎮。該祠堂是台灣張廖氏族的重要發源據點，為崇遠堂前身。最初於清代道光年間興建，平時用於教化宗親子弟，每年春秋二時合族祭祖，為七崁氏族之精神中心。光緒17年因秋颱倒塌，日治大正15年（1926年），於昭和3年（1928年）年春完工，現存宗祠為民國44年重建的成果。民國74年（1985年）被內政部公告為指定臺閩地區第三級古蹟，民國96年（2007年）重新編為縣定古蹟。

## 沿革
清朝康熙年間，張廖氏先民自福建漳州一帶渡海來台，落腳於二崙一帶，隨後同鄉族人相繼來台，散居於二崙、崙背、西螺、土庫等二十五個地區開墾，發展出七大部落的特殊氏族組織「七崁箴規」，基於宗族制度所形成的「七崁文化」成為典型的特殊地方組織之一。道光26年（1846年）宗親廖秋紅等八人為遵行祖訓及加強族間的族誼，合資購置下湳地區田產，道光28年（1848年）創建繼述堂，於翌年完工。
繼述堂成立後，成為七崁張廖氏族的精神中心，但後來因人為與天候因素而逐漸傾圮。光緒初年，廖、李、鍾三氏因白馬事件引發長達兩年四個月的「三姓械鬥」，造成宗祠失修。而長年械鬥之後，廖家的經濟能力也受到嚴重影響，加上宗族認為繼述堂的風水不佳，反對現地整修，造成修復窒礙難行。光緒17年（1891年）繼述堂因秋颱侵襲後倒塌，直至大正13年（1924年），才由廖重光、廖富淵、廖學昆、廖旺生、張崇岳等五人組成建築委員會主導重建，並於大正15年（1926年）秋天正式動工興建。
當時許多著名匠師皆參與此次重建，如西屯廖老番負責廟體設計與主持大木總工程，豐原張文貴負責泥作工程，廖伍負責剪黏工事。至昭和3年（1928年）春完成，耗時約一年半，耗資壹拾肆萬元日圓。1955年再度整建，1985年11月27日經公告為第三級古蹟。

## 建築特色
現存正廳、左右護龍與磚造水井，正廳用以供奉廖氏祖先牌位，左護龍目前供後代居住，右護龍已閒置荒廢。

### 室外
整座建築以木作與石作為主，被譽為台灣各姓宗祠之優。左護龍外觀稍有異動，但窗戶仍保有日治時期中西合璧的風格；右護龍仍保留白灰與紅磚製成的外檐。

### 室內
拜亭內部以八架捲棚大木結構建成，原皆為木柱，前柱已改為洗石子方柱，柱上刻有題聯「肯構肯堂爰繩祖武；茍完茍美遠紹前徽」；後柱仍保存良好。各構建以雕刻與彩繪裝飾，歇山屋頂為單脊燕尾，脊堵以剪黏裝飾，檐口採用滴水式封檐板。